# 岡山県道329号西原久世線
岡山県道329号西原久世線（おかやまけんどう329ごう にしばらくせせん）は、岡山県真庭市を通る一般県道である。

## 概要
真庭市西原と真庭市久世を結ぶ。

### 路線データ
- 起点：真庭市西原（岡山県道411号垂水追分線交点）
- 終点：真庭市久世（国道181号交点）
- 総延長：6.7 km

## 歴史
- 1960年（昭和35年）3月18日 - 岡山県告示第335号により認定される。
- 1972年（昭和47年）秋頃 - 現行の県道番号に変更される。
- 2005年（平成17年）3月31日 - 新庄村を除く真庭郡の全町村と上房郡北房町が対等合併して真庭市が設置されたことに伴い、全区間が真庭市域を通る路線になる。

## 路線状況

### 道路施設

#### 橋梁
- 柴雲寺橋（目木川、真庭市）

## 地理

### 通過する自治体
- 真庭市

### 交差する道路
| 交差する道路                  | 交差する場所 | 交差する場所 |
| ----------------------------- | ------------ | ------------ |
| 岡山県道411号垂水追分線       | 西原         | 起点         |
| 岡山県道390号古見月田停車場線 | 古見         |              |
| 岡山県道330号目木大庭線       | 大庭         |              |
| 国道181号                     | 久世         | 終点         |

### 沿線
- JR西日本姫新線 古見駅
- 古見郵便局
- 旭川
- 真庭市役所 久世庁舎